# Thiant
Thiant – miejscowość i gmina we Francji, w regionie Hauts-de-France, w departamencie Nord.
Według danych na rok 1990 gminę zamieszkiwały 2593 osoby, a gęstość zaludnienia wynosiła 309 osób/km² (wśród 1549 gmin regionu Nord-Pas-de-Calais Thiant plasuje się na 310. miejscu pod względem liczby ludności, natomiast pod względem powierzchni na miejscu 425.).